# Werkstückträger
Ein Werkstückträger (oft abgekürzt „WT“) ist ein Träger, auf dem ein oder mehrere Werkstücke befestigt oder eingelegt sind, um sie von einem Werkstückförderer entlang einer Fertigungslinie durch mehrere Fertigungsstationen zu transportieren. Wenn möglich, wird das Werkstück direkt auf dem WT von Robotern oder Arbeitern bearbeitet.

## Arten
Es gibt
- einfache WTs, die im Prinzip nur einer quadratischen Platte gleichen und von einem Band oder einer Kette angetrieben werden
- Werkstückträger, deren Form und Funktion an das Produkt und die Fertigungsanlage angepasst ist (meist Kunststofftiefziehteile[1])
- Werkstückträger mit Eigenantrieb und Informationssystemen an Bord.

Da meist viele WTs gebraucht werden, werden billige Varianten bevorzugt und oft auch mehrere Werkstücke auf einem einzigen WT angebracht.